# Piscina (kerk)

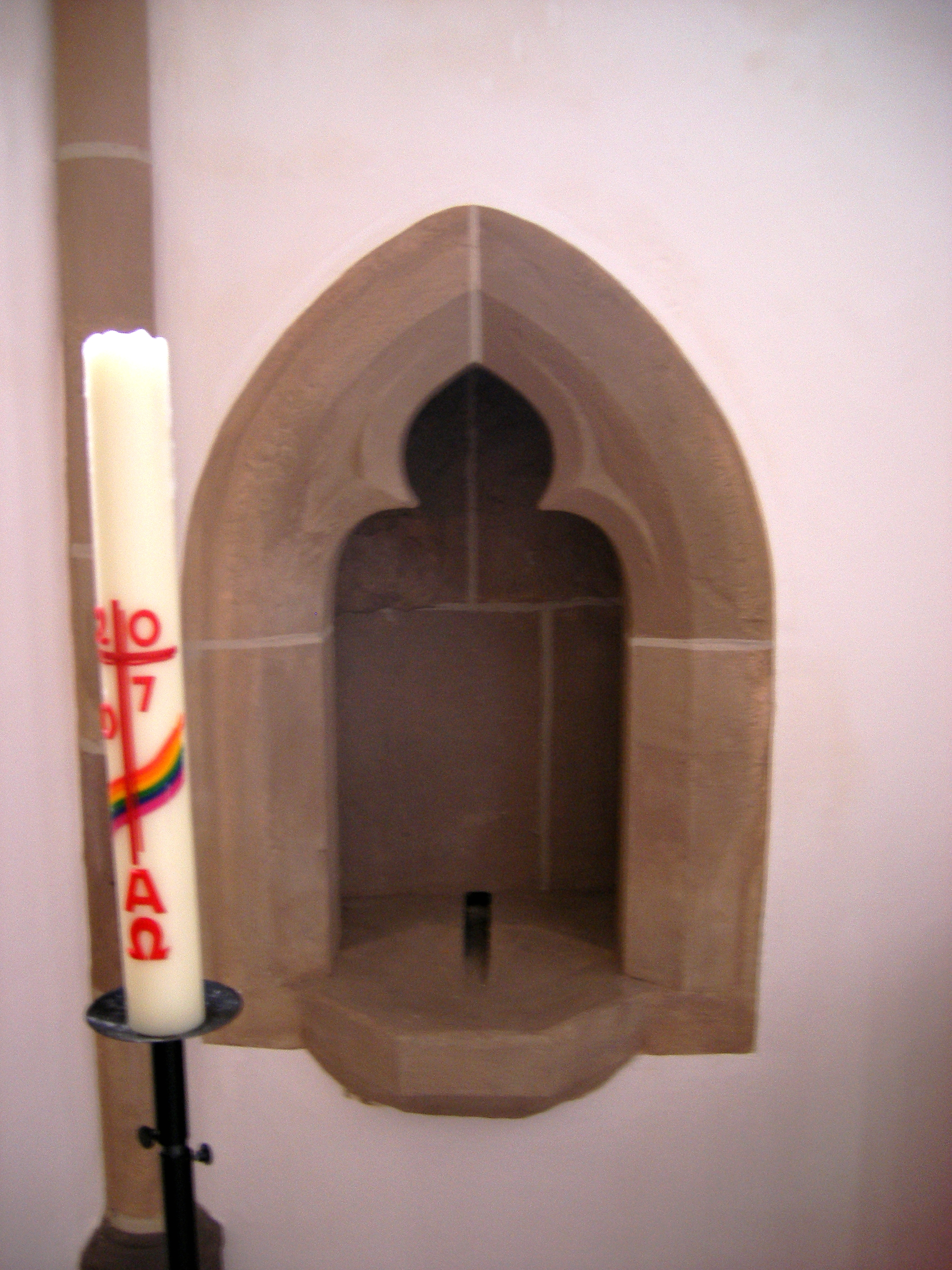
Sacrarium in de stadskerk van Homberg (Efze)

Een piscina is een ondiep bekken naast het altaar of in de sacristie van een kerk dat wordt gebruikt voor het wassen en afvoeren van het water waarmee men het altaarlinnen en het purificatorium wast. Een sacrarium of heilig putje is de afvoer zelf, maar wordt soms ook als synoniem van piscina gebruikt voor het hele bekken. Ook wordt soms het woord lavabo gebruikt.
Piscina's worden gebruikt in katholieke, anglicaanse en lutherse kerken. In de Oosters-Orthodoxe Kerk wordt een soortgelijk element gebruikt. Piscina's zijn vaak gemaakt van steen en uitgerust met een afvoerpijp die rechtstreeks naar de grond loopt. Wanneer resten van de geconsacreerde hostie dan werden weggespoeld stroomde het op het kerkhof, zodat ook de doden op het kerkhof (gewijde grond) deel aan het sacrament zouden krijgen.